# Didracma

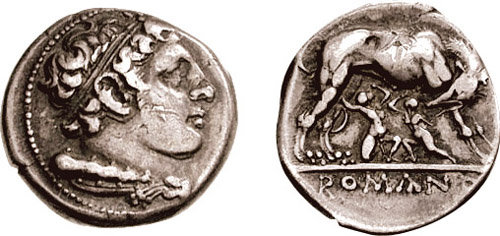
Didracma (20 mm; 6,85 g) de Roma. Anv: Cabeza diademada de Hércules con clava y piel de león sobre el hombro. Rev: Loba de pie amamantando a Rómulo y Remo; ROMANO en el exergo.

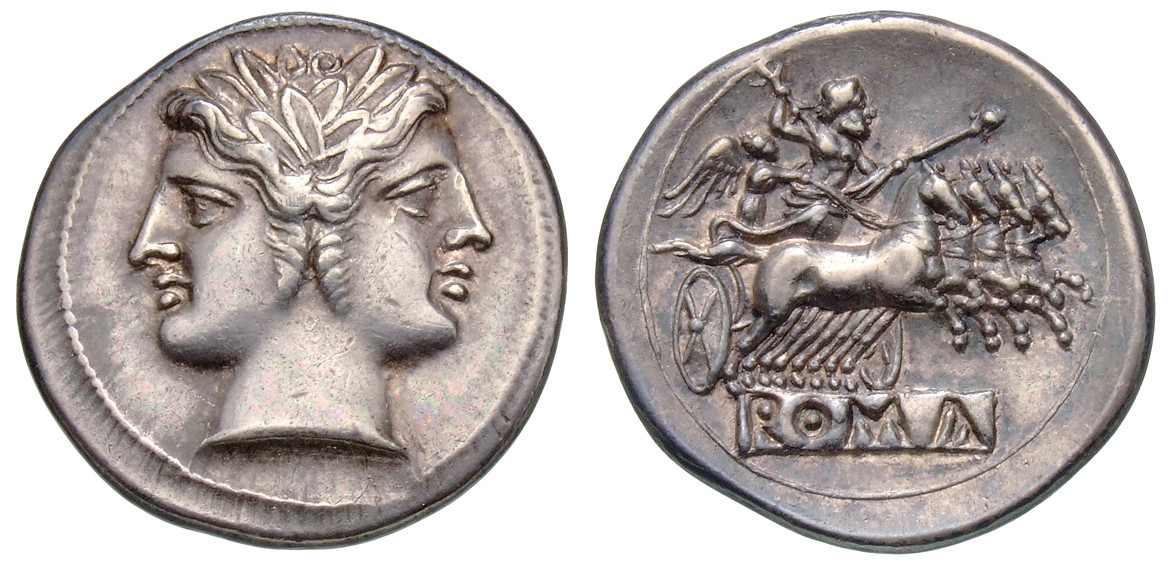
Didracma (cuadrigato), serie romano-campaniense. Anv: Cabeza de Dioscuros en forma de Jano con corona de laurel. Rev: ROMA con Júpiter en cuadriga, portando cetro en su mano izquierda y lanzando rayos con la derecha. 225-214 a. C.

La didracma (griego antiguo: δίδραχμον, dídrachmon; latín:didrachma, 'moneda de dos dracmas') es una antigua moneda de plata griega que equivalía a dos dracmas.
Fue acuñada por varias cecas griegas desde el 600 a. C. hasta el año 200, aproximadamente, cuando su territorio estuvo bajo el dominio romano. El uso de esta moneda se extendió a zonas bajo influencia griega, como Irán e India, hasta el siglo VI. 
Los contactos entre los romanos y las ciudades meridionales de Italia hizo que para facilitar el comercio con ellos, cuando se pensó en acuñar por primera vez en cecas romanas monedas de plata, se optó por hacerlo en didracmas, a partir del 290 a. C. Estas primitivas didracmas romanas serían las que evolucionarían a los ya ampliamente establecidos denarios.
Más adelante, en territorios locales como Sicilia y la Magna Grecia, a partir del siglo II a. C., sería siendo sustituida por las monedas romanas: denarios de plata o monedas de bronce. 
Los didracmas son mencionados en el Nuevo Testamento. Entre los judíos las valoraban como la mitad de un siclo. Era igual a la cantidad de dinero que pagaban anualmente al Templo los hombres judíos mayores de 20 años.